# Mount Smart Stadium
Das Mount Smart Stadium ist ein Rugby- und Fußballstadion im Vorort Penrose der neuseeländischen Stadt Auckland. Die Anlage ist die Heimspielstätte der New Zealand Warriors aus der National Rugby League (NRL).

## Geschichte
Es befindet sich in der Nähe des Mount Smart und ist etwa 10 Kilometer vom Stadtzentrum entfernt. Der Bau des Mount Smart Stadium begann 1965 und Mitte 1967 offiziell eingeweiht. Es wurden hier Partien der neuseeländischen Fußballnationalmannschaft in der Qualifikation zur Fußball-Weltmeisterschaft 1982 ausgetragen. In den 1980er Jahren diente die Tribünenwand ebenfalls zum Bungeespringen. Das Mount Smart Stadium war Hauptveranstaltungsort der Commonwealth Games 1990. Es fanden u. a die Leichtathletikwettbewerbe statt. Die Sportstätte ist nun im Besitz der Stadt Auckland und wird von Auckland Stadiums betrieben.
Neben dem Sport wird das Stadion als Konzertarena genutzt. Zu den Künstlern und Bands gehören u. a. Ed Sheeran, Adele, Bon Jovi, Queen + Adam Lambert, Elton John, Michael Jackson, Janet Jackson, Pearl Jam, Ricky Martin, Noel Gallagher’s High Flying Birds, U2 und Eric Clapton.

## Galerie

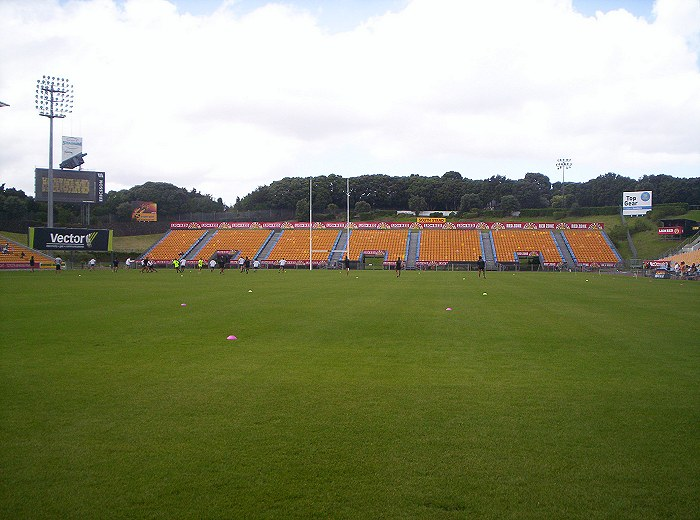
Südtribüne (2005)
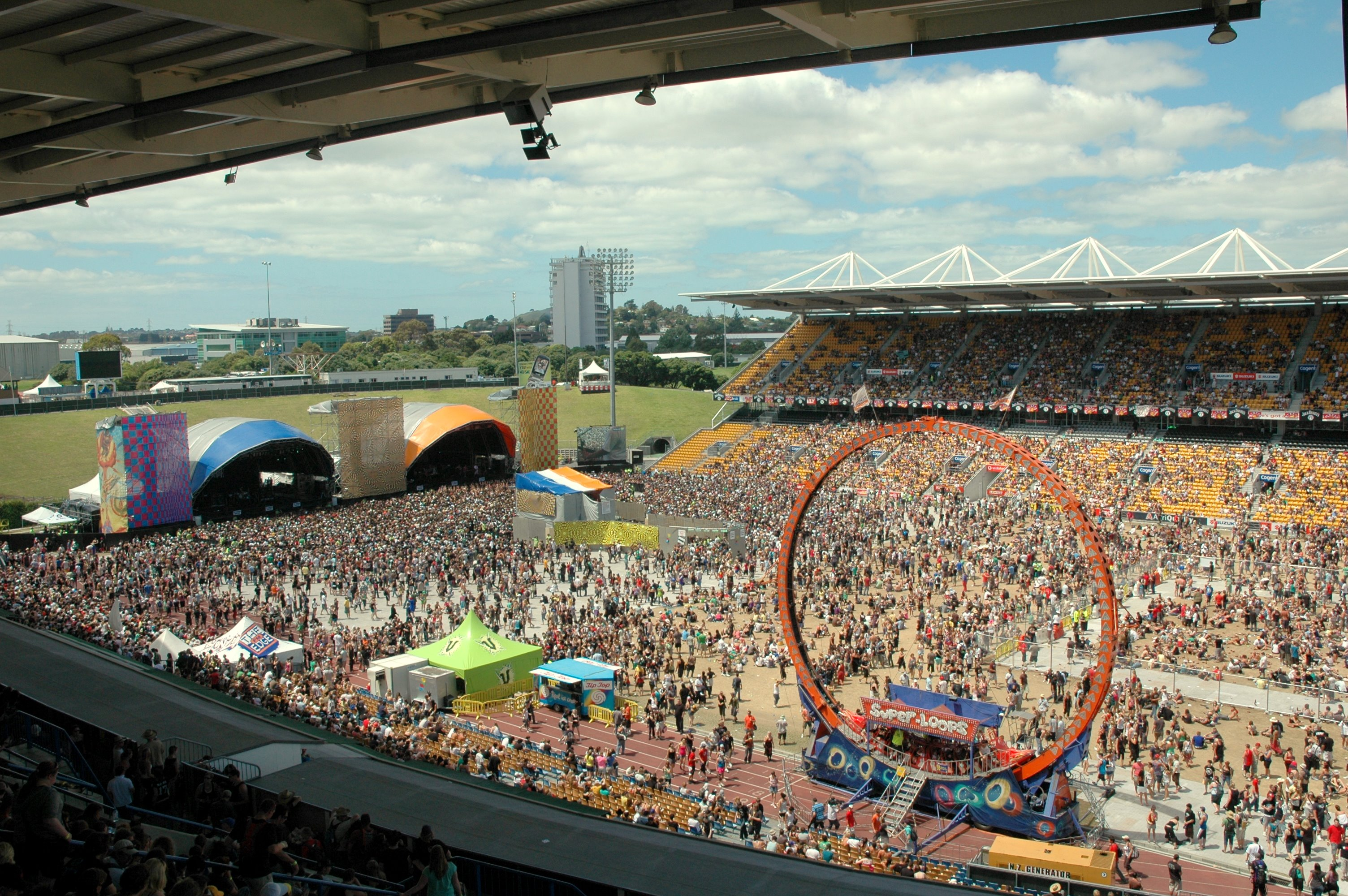
Big Day Out 2007